# مرسى الحجاج
مرسى الحجاج تطل المدينة على منفذ بحري حسب تسمية السكان يطلقون عليه اسم (بوروبور) وتعتبر المدينة من أجمل المدن الوهرانية.فمناخها معتدل صيفا وشتاء وتعتبر المدينة واقعة قرب حدود مدينة وهران ومستغانم.
كما انها تتوفر على غابات رائعة الجمال تطل على شواطئ المدينة وشركة سونلغاز وسوناطراك، كما تم إقامة مصنع جديد للاسمدة (AOFP) في منطقة القراربة وإنشاء ثانوية جديدة حيث كانت البلدية لاتتوفر الا على عدد من المدارس الابتدائية ومتوسطة.
مؤخرا تم إنشاء العديد من المرافق الترفيهية على امتداد مساحة المدينة.

## تاريخ

### تاريخ قديم
في الجزء السفلي من خليج أرزيو، كان الميناء الطبيعي محميًا بنقطتين صخريتين، بعمق 150 مترًا، محميًا من الرياح الغربية القوية ومياه البحر كان "بورتوس بولوس" portus Paulus الذي أنشأه الرومان بين عام 225م و200 م حيث تشهد العديد من بقايا هذه الفترة على ازدهار هذا الميناء التجاري الصغير.

### عهد الإستعمار الفرنسي
- بعد صدور مرسوم الجمعية الوطنية في 19 سبتمبر 1848 بإنشاء مستعمرات زراعية في الجزائر، كانت قافلة المتطوعين رقم 2 التي وصلت إلى أرزيو في 2 نوفمبر 1848 موجهة إلى وسط سانت ليو وملحقاتها، بما في ذلك ميناء الدجاج.

- 1853:عندما أصبحت مستعمرة Saint Leu الزراعية تحت الإدارة المدنية، كانت Port aux Poules لا تزال مرتبطة بها.

- 1854 :أنشأ محافظ وهران مركزًا سكانيًا تمت دراسته في مكان يُدعى بورتو باولو، بالقرب من جسرالمقطع. كان للموقع بالفعل عدد قليل من العائلات الأوروبية، وكان مكانًا للتوقف والإقامة المؤقتة يستخدمه الجيش، وكان يتردد عليه العديد من الصيادين وكان بالفعل مركزًا تجاريًا نشطًا وجذابًا.

- 1877 : تم تبني المشروع أخيرًا، لكن الأمر استغرق وقتًا حتى يتحقق على أرض الواقع.

- 1879: أقيمت سانت ليو كبلدية كاملة لكن بورت أو بول بقيت مرتبطة بها. في وقت لاحق من الثلاثينيات، استقر معظم سكان قرية بطيوة المجاورة في Port aux poules بسبب تطوير مصافي النفط على طول الشاطئ. لقد كان موقعًا قديمًا للسكن، ولا يزال العديد من الآثار الرومانية في حالة ممتازة من الحفظ. تشتهر منطقة بيثيوا بسكانها من أصل بربري الذي يحمل اسم المكان.
- 1893: تم إنشاء قرية الصيد[4]
- 8 نوفمبر 1922 :ثم تم تأسيسها كبلدية كاملة [4]

## المواصلات
- الطريق الوطني رقم 11

## الرياضة
- أولمبي مرسى الحجاج [5]

## معرض صور

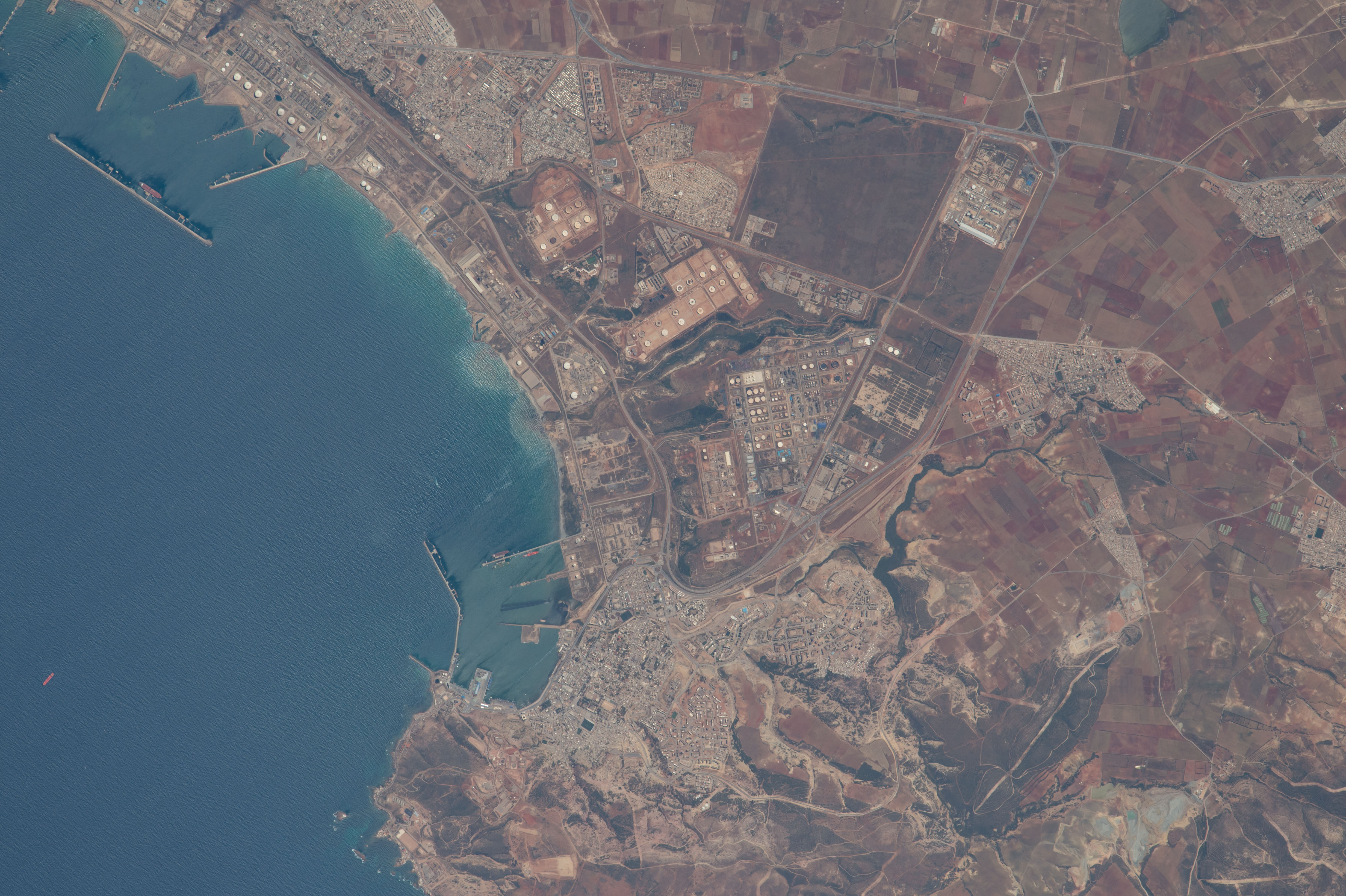
منظر جوي لمرسى الحجاج
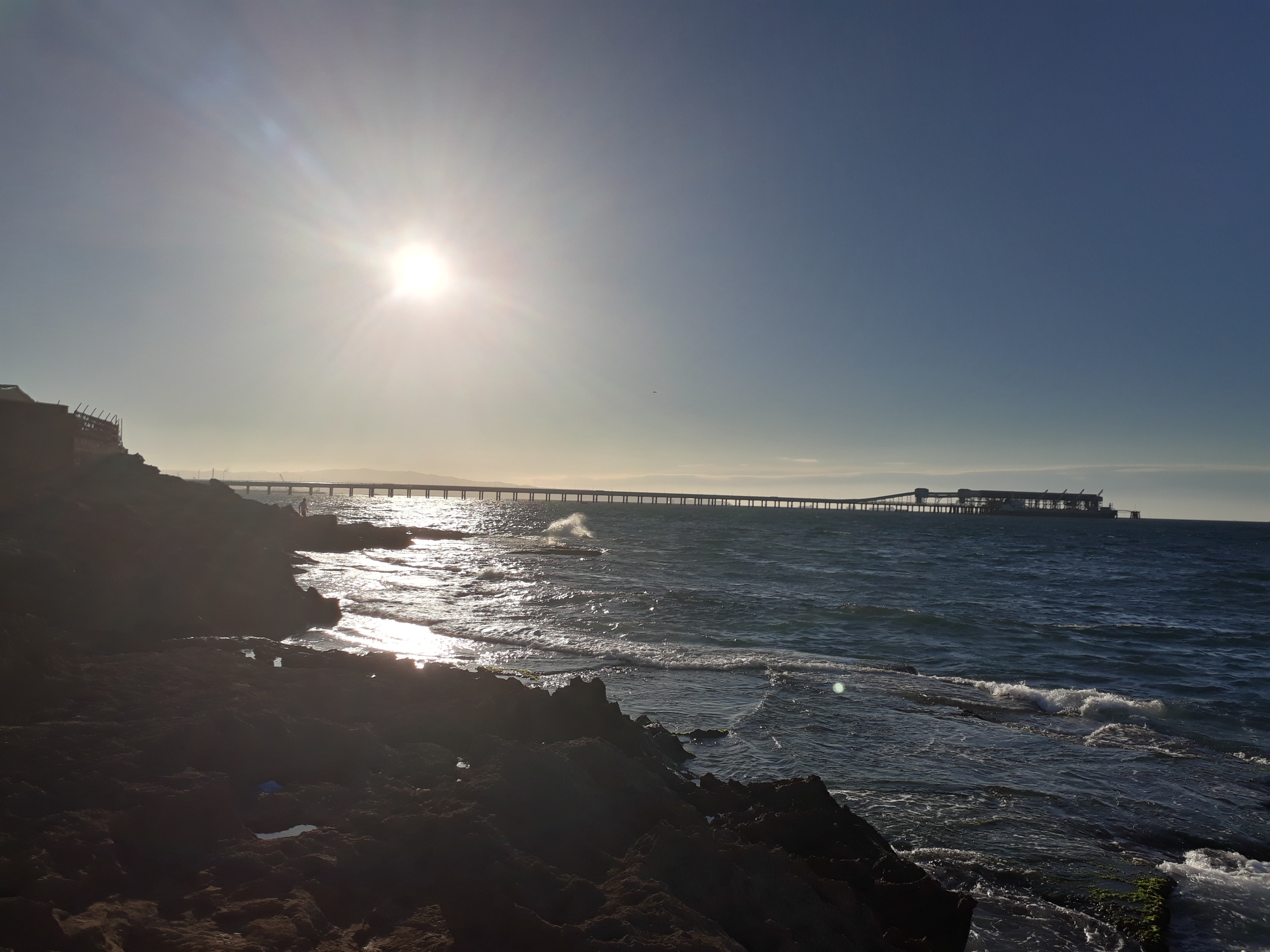
مركب صناعي
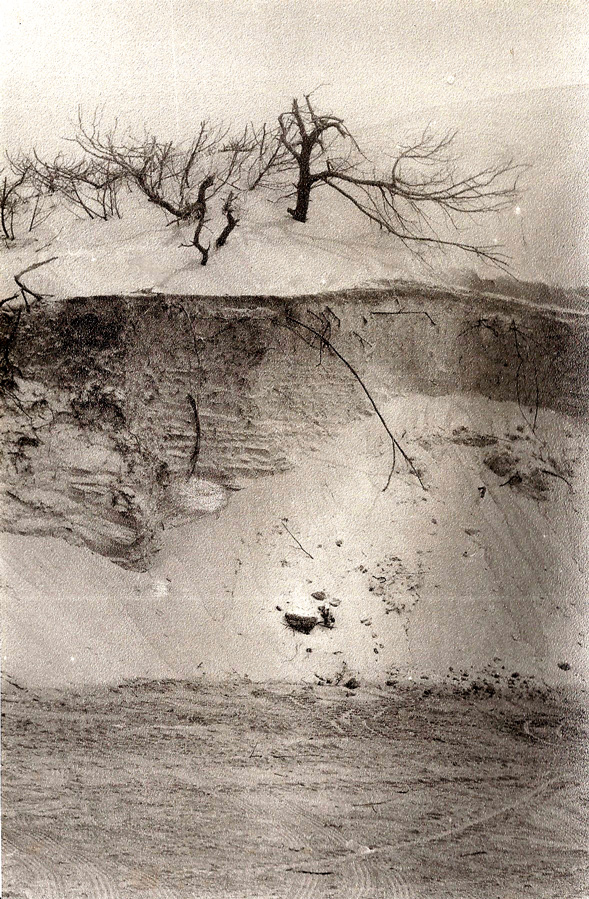
رمال المقطع
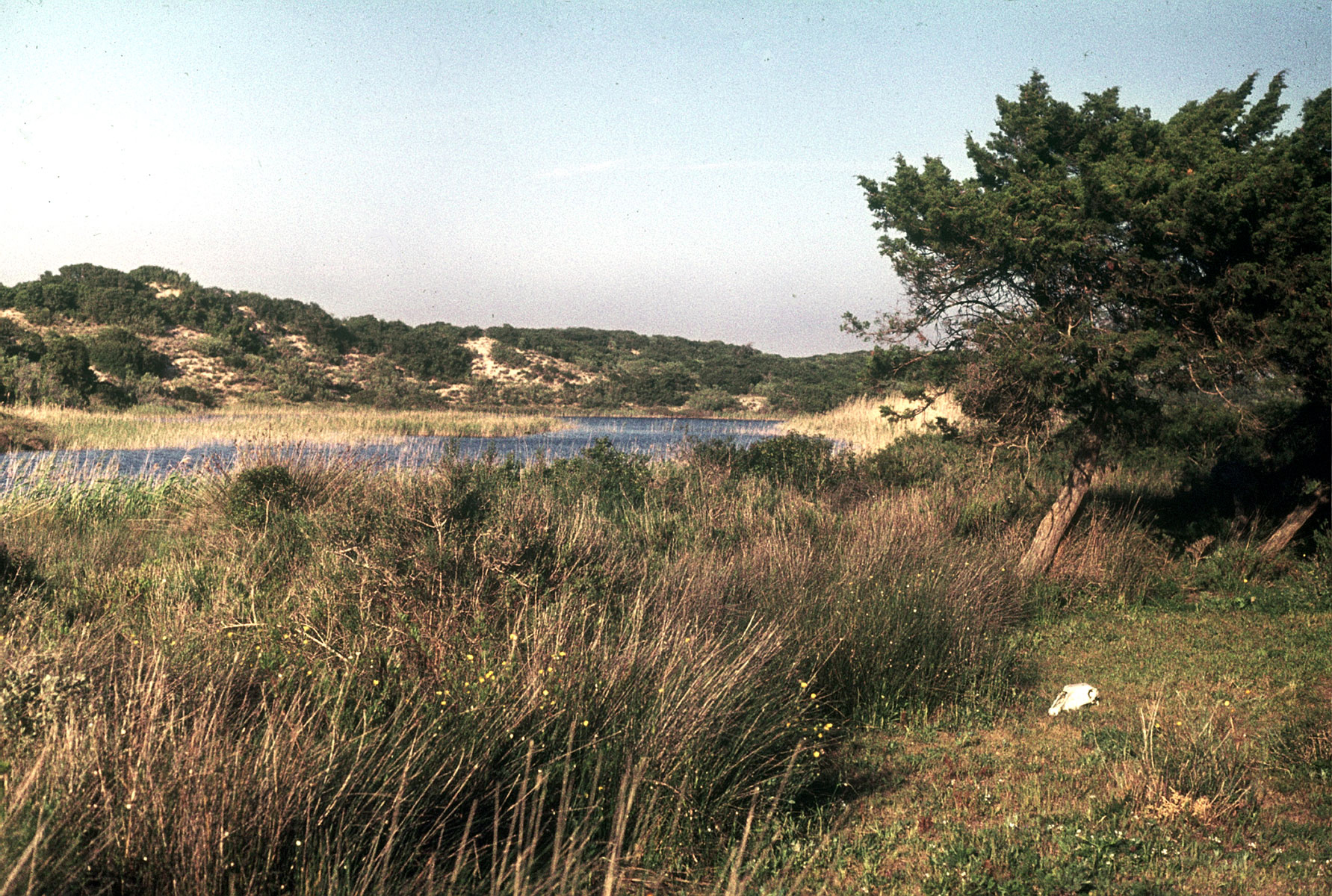
واد المقطع
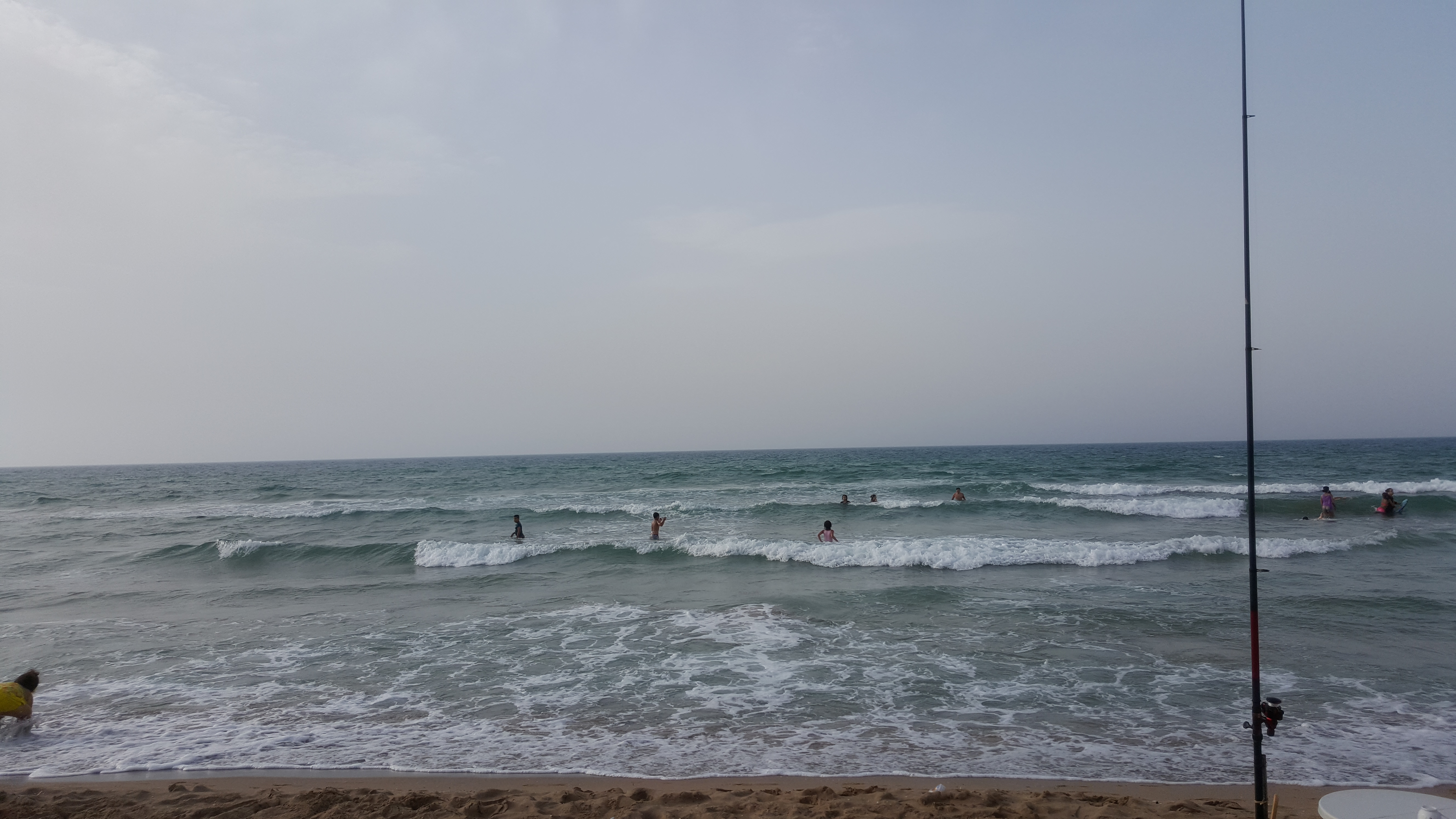
شاطىء مرسى الحجاج

## وصلات خارجية
- مرسى الحجاج